# Роже Рольйон
Роже Рольйон (фр. Roger Rolhion, 4 січня 1909, Монпельє — 4 лютого 1978, Монпельє) — французький футболіст, що грав на позиції захисника, зокрема за «Монпельє» та «Сент-Етьєн», а також за національну збірну Франції.
По завершенні ігрової кар'єри — тренер.

## Клубна кар'єра
У дорослому футболі дебютував 1927 року виступами за команду «Монпельє» з рідного міста, в якій провів вісім сезонів. 
Своєю грою за цю команду привернув увагу представників тренерського штабу «Сент-Етьєна», до складу якого приєднався 1935 року. До початку Другої світової війни відіграв за команду із Сент-Етьєна наступні чотири сезони своєї ігрової кар'єри.
Під час Німецької окупації Франції (1940—1944) грав за той же «Сент-Етьєн» та за «Ліон-Ліоннез».
Після звільнення Франції відіграв по сезону за «Ганж» та «Екс», після чого завершив ігрову кар'єру.

## Виступи за збірну
1931 року дебютував в офіційних матчах у складі національної збірної Франції. Загалом протягом дворічної кар'єри в національній команді провів у її формі 4 матчі, забивши 2 голи.

## Кар'єра тренера
Розпочав тренерську кар'єру 1954 року, очоливши тренерський штаб «Марселя», з командою якого працював протягом двох років.
Пізніше, протягом 1968–1969 років, тренував «Монпельє».
Помер 4 лютого 1978 року на 70-му році життя в рідному Монпельє.